# Canal de Carillon
Canal de Carillon är en kanal i Kanada.   Den ligger i provinsen Québec, i den sydöstra delen av landet, 100 km öster om huvudstaden Ottawa.
Omgivningarna runt Canal de Carillon är en mosaik av jordbruksmark och naturlig växtlighet. Runt Canal de Carillon är det ganska tätbefolkat, med 70 invånare per kvadratkilometer.